# Aspila olivofusa
Aspila olivofusa är en fjärilsart som beskrevs av Paul Dognin 1907. Aspila olivofusa ingår i släktet Aspila och familjen nattflyn. Inga underarter finns listade i Catalogue of Life.